# Yahya Al Ghotany
Yahya Al Ghotany (arabisch يحيى الغوطاني; geb. 2004) ist ein syrischer Taekwondoin. Er ist als Flüchtling in Jordanien und trat bei den Olympischen Sommerspielen 2024 in Paris an. Er war der Fahnenträger für das Refugee Olympic Team.

## Leben
Al Ghotany wurde in Syrien als erstes von sieben Kindern geboren. Als er sieben Jahre alt war, begann der Bürgerkrieg in Syrien und seine Familie floh nach Jordanien in das Flüchtlingslager al-Azraq. 2016, im Alter von zwölf Jahren erlernte er taekwondo „durch Zufall“: ein Freund erzählte ihm von Kursen der Taekwondo Humanitarian Foundation (THF) bei der Azraq Academy. Sein Trainer erinnert sich: „Als Yahya 2016 mit Taekwondo begann, war er ein kleiner Junge, 12 Jahre alt. Er kam zu mir und sagte: ‚Ich will Taekwondo‘“ („When Yahya started taekwondo in 2016, he was a young boy, 12 years old. He came to me and said, 'I want taekwondo'“).
Die The Korea Times berichtete: „Es dauerte nicht lange, bis Al Ghotany ein natürliches Talent für den Sport zeigte und begann, als Sportler nach den höchsten Ebenen zu streben“ („It didn’t take long before Al Ghotany showed a natural ability for the sport and began aspiring for the highest levels as an athlete“). Innerhalb von fünf Jahren erreichte er den Rang eines Schwarzgurts, 2. Dan, wofür normalerweise sieben Jahre Training erforderlich sind. Mit Hilfe des Verbands World Taekwondo (WT) begann eran internationalen Tourieren Teil zu nehmen. Bei den Taekwondo-Weltmeisterschaften 2023 trat er in der Kategorie bis 63 kg an. Beim Hope and Dreams Sports Festival von THF und WT 2024 qualifizierte sich Al Ghotany für die Olympischen Sommerspiele 2024 als Mitglied des Refugee Olympic Team (EOR). Er trat im Wettbewerb Federgewicht (68 kg) an. In der Vorbereitung für die Olympischen Spiele trainierte Al Ghotany mit der Nationalmannschaft Jordaniens unter Trainer Faris Al Assaf, der schon Ahmad Abughaush half, Jordaniens erste Olympische Medaille 2016 mit Gold in Taekwondo zu gewinnen. Al Ghotany wurde in der ersten Runde von Lo Wai Fung aus Hongkong besiegt. Außerdem wurde er zusammen mit der Boxerin Cindy Ngamba als Fahnenträger für die Eröffnungszeremonie ausgewählt. Mit einem Alter von nur 19 Jahren war er einer der jüngsten Olympischen Fahnenträger in der Geschichte.